# Utsushihikanasaku
Utsushihikanasaku (宇都志日金拆命) est une divinité japonaise, fils de Watatsumi et de l'Oyagami, ou divinité tutélaire du peuple Azumi,,,.
Il est également connu sous le nom de Hotakami no Mikoto,,. Selon la légende, il serait descendu sur terre au mont Hotaka, situé à proximité.
Il est considéré comme l'ancêtre du peuple Azumi. Azumi-no-isora (en) est aussi reconnue comme une divinité ancestrale parmi eux, bien qu'elle porte un nom différent et soit associée à un mythe distinct.
Il est vénéré au sanctuaire Hotaka-jinja (simple),. Ce sanctuaire Myojin Taisha, particulièrement réputé,, sert de lieu de culte agricole à Azumino pour le peuple Azumi qui, ayant migré vers les terres intérieures, s'est converti à l'agriculture,. Ce sanctuaire honore également Watatsumi, son père,,.

## Voir également
- Ichinomiya
- Kanpei-taisha